# Альштейр
Альштейрер — рідкісна та відносно сучасна порода курки, що походить з Австрії, а саме зі Штирії, штат південно-східної Австрії.

## Історія
В селекції брали участь місцеві, австрійські кури. Порода відома з 18-го століття. Сьогодні цей різновид надзвичайно рідкісний, практично не зустрічається за межами країни. Класифікується Альштейрер порода курей, як універсальна, м'ясо-яєчна птиця.

## Характеристики
Середня статура, типове для представників універсальної спрямованості. Овальної форми тулуб, широке і кремезне тіло. Стегна і гомілки середньорозвинені, м'язисті і виражені. Спина скруглена і до хвоста трохи звужується. У курочок грудка і черевце більш округлі, ніж у півників.
Голова маленька, кругла з широким чолом. Особливість - наявність невеликого, спадаючого на потилицю чубчика. Гребінці  листоподібні, з дрібними і частими зубчиками, пофарбовані в червоний колір. Шкіра обличчя червона, чи не оперена. Вушні мочки виділяються на загальному тлі - вони великі і білі. Сережки невеликі, овальні.
Оперення у птахів забарвлене в куропаточний або білий колір.
Ближче до однорічного віку дорослі півники набирають масу від 2,5 до 3 кг. Пернаті дами в цей же період важать в межах 1,7-2,5 кг.

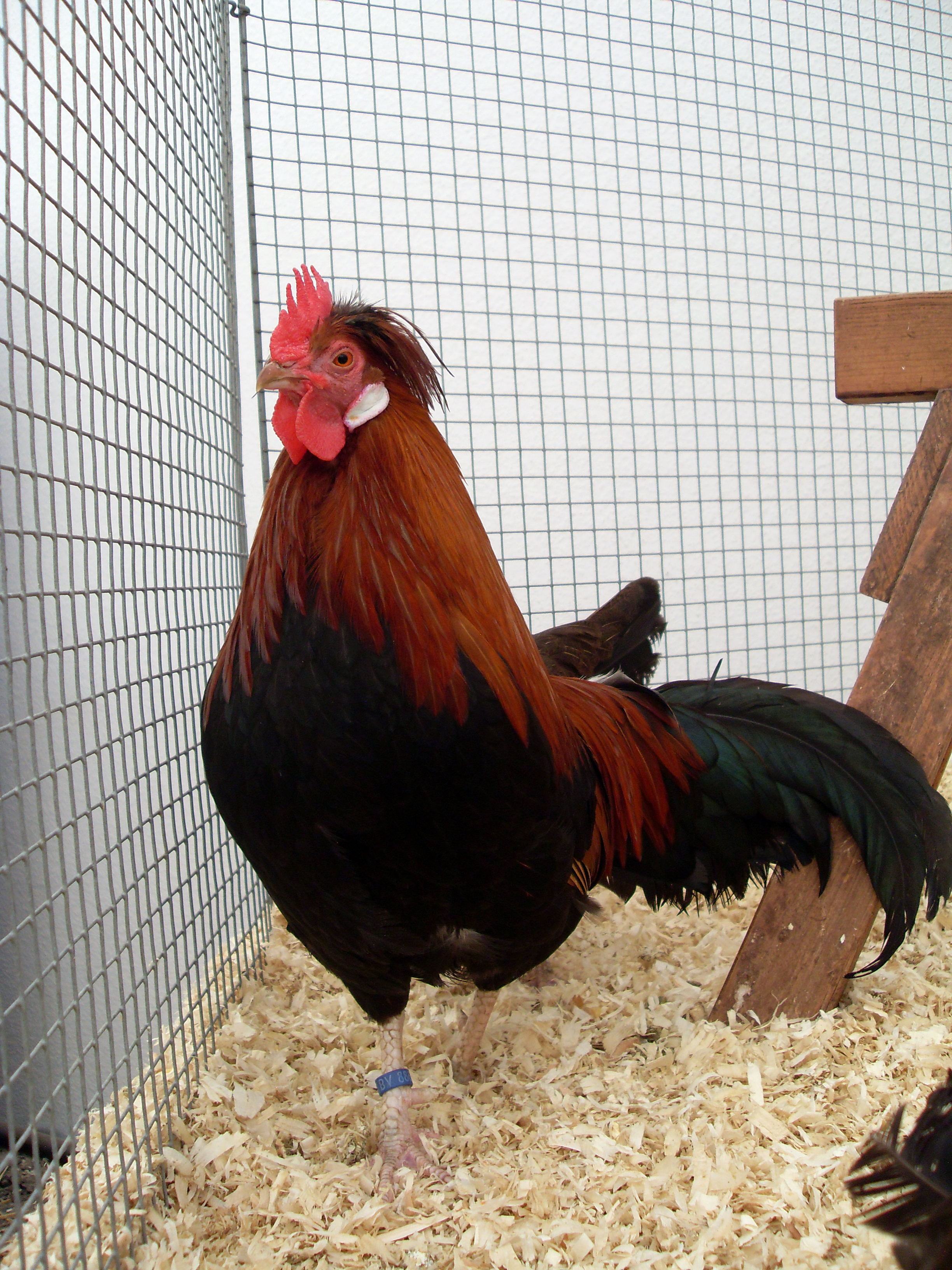
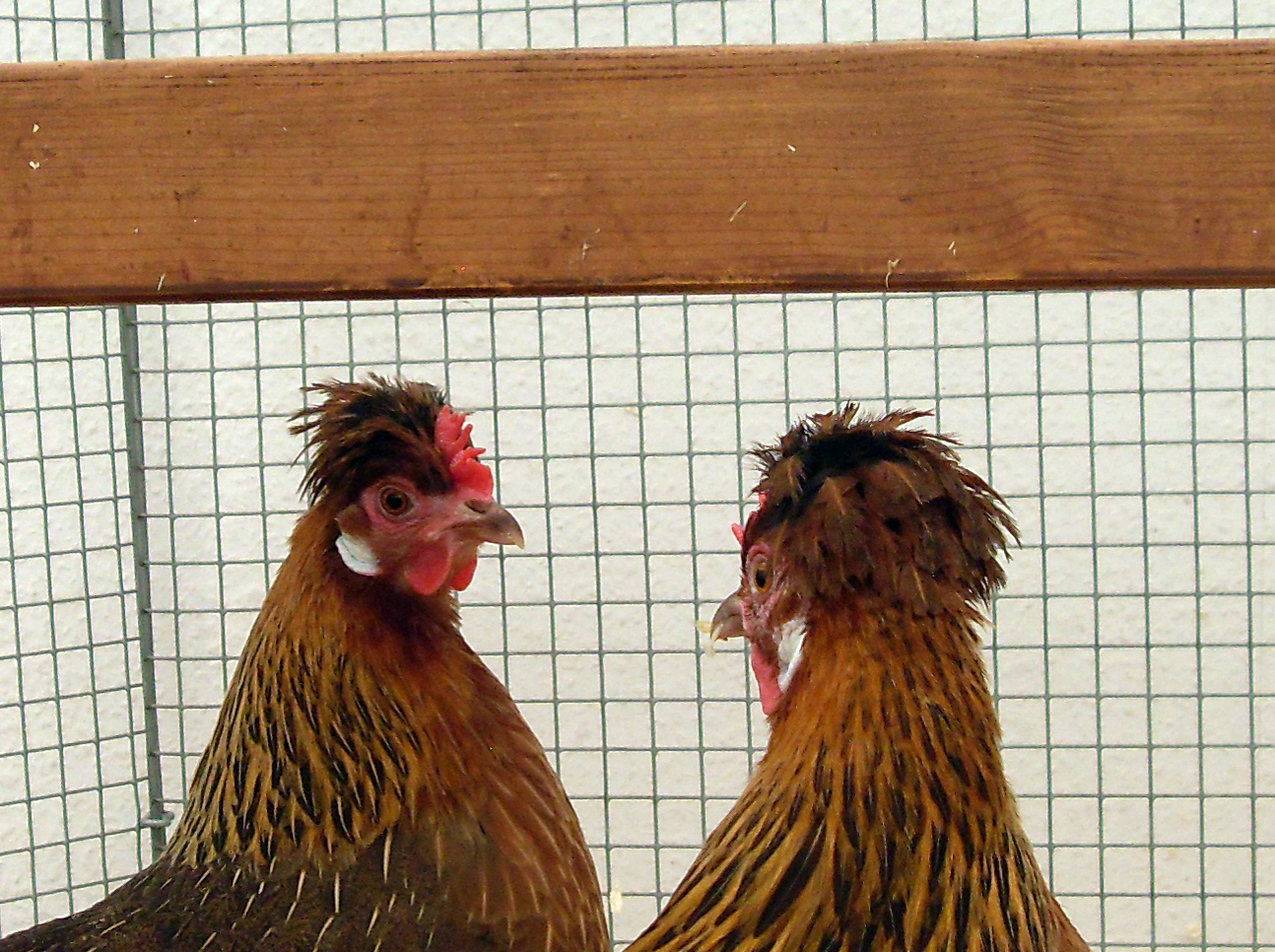
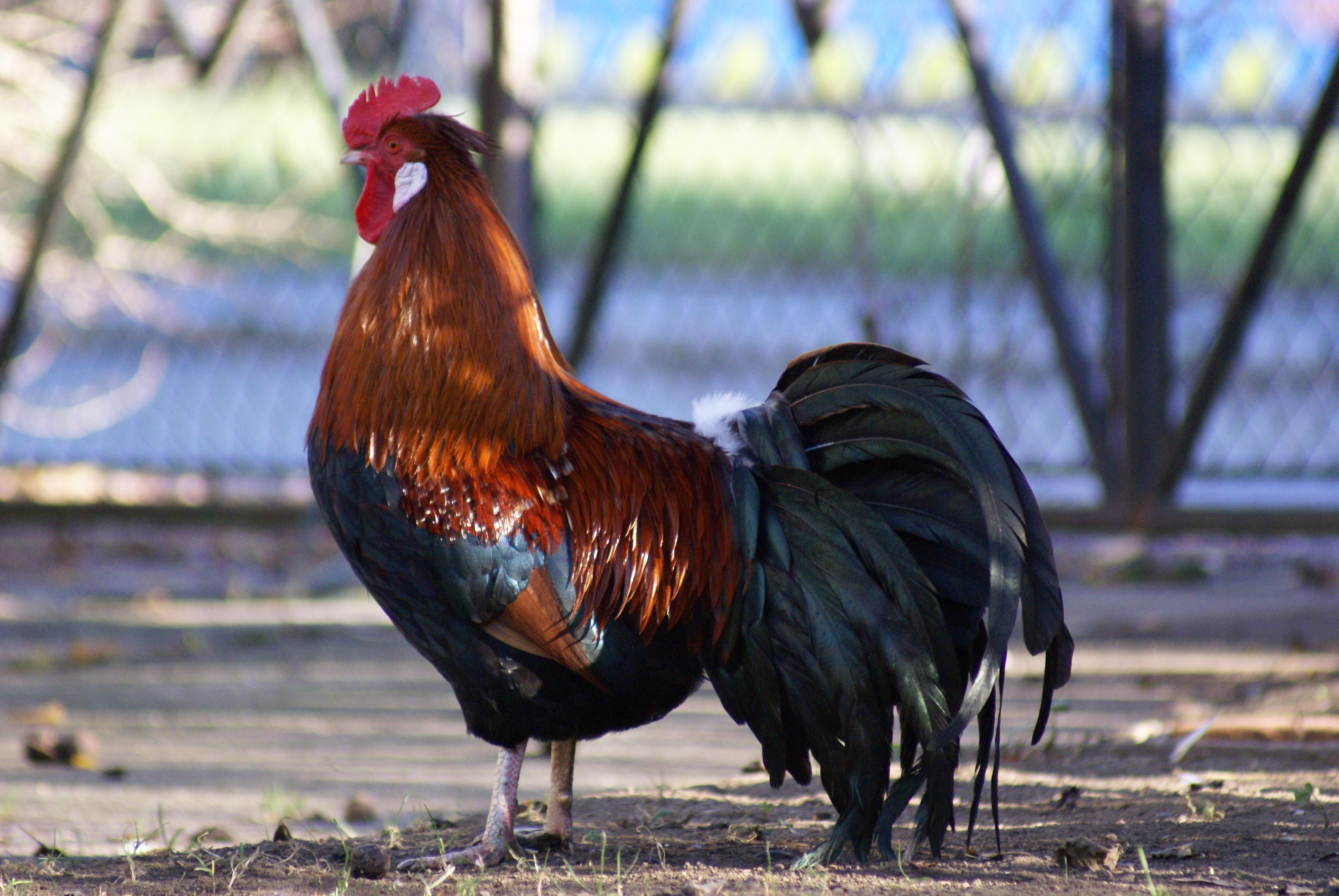
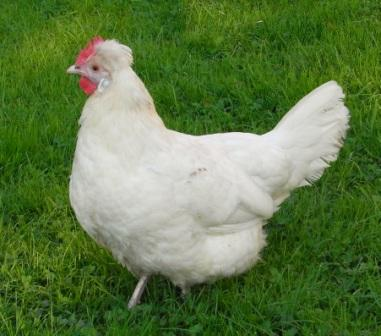
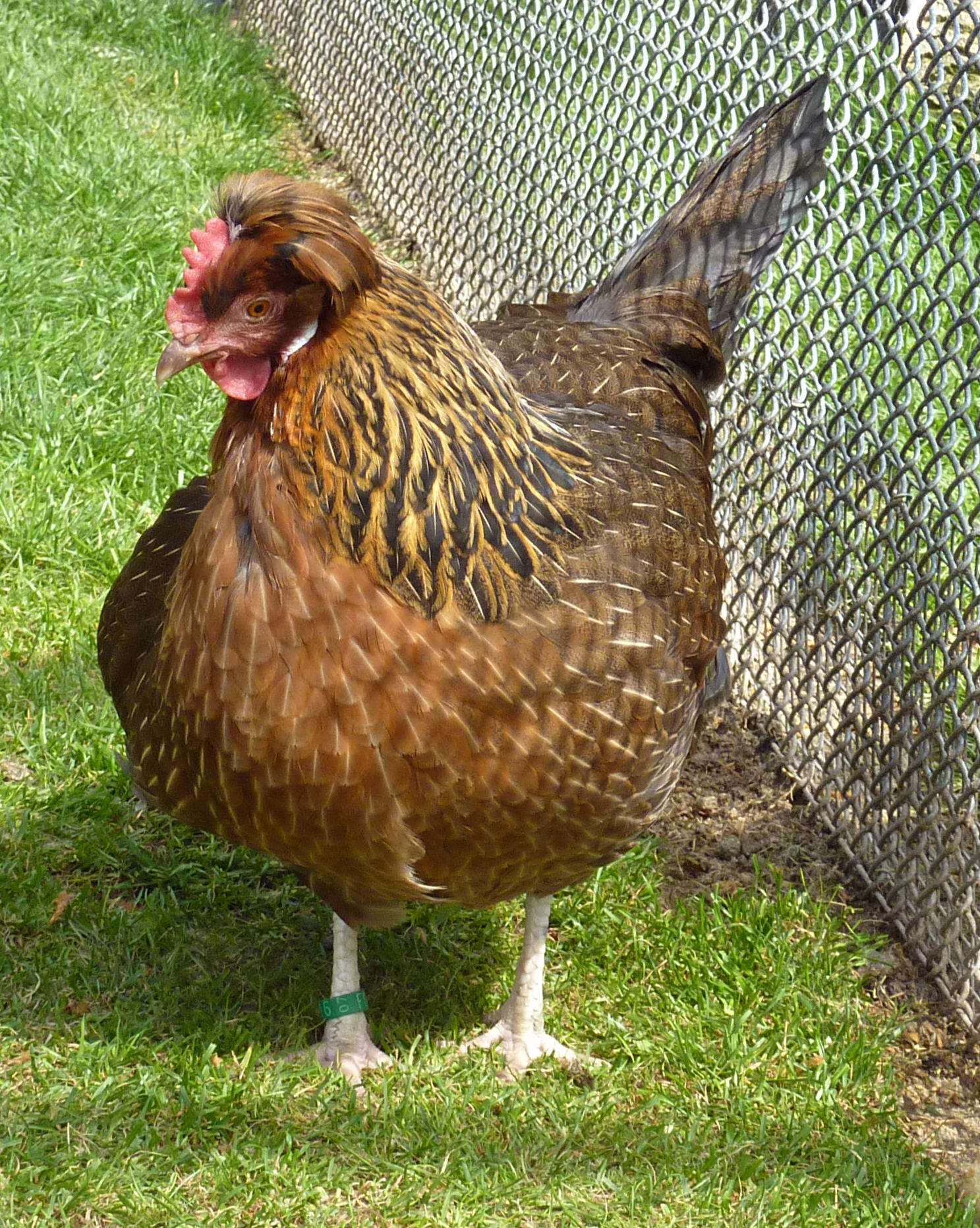

## Поведінка
Починати кладку і вступати в статеву зрілість несучки здатні у віці 6-6,5 місяців. 
Гарні квочки. Використовуються для висиджування курчат як власної породи, так і інших.